# Chilliwhack (circonscription britanno-colombienne)
Ne doit pas être confondu avec Chilliwack (circonscription britanno-colombienne).
Circonscription électorale provinciale du Canada
Chilliwhack est une ancienne circonscription provinciale de la Colombie-Britannique représentée à l'Assemblée législative de la Colombie-Britannique de 1903 à 1912.

## Liste des députés
| Législature                                                  | Années                                                       | Député                                                       | Député                                                       | Parti                                                        |
| Chilliwhack Circonscription issue de Westminster-Chilliwhack | Chilliwhack Circonscription issue de Westminster-Chilliwhack | Chilliwhack Circonscription issue de Westminster-Chilliwhack | Chilliwhack Circonscription issue de Westminster-Chilliwhack | Chilliwhack Circonscription issue de Westminster-Chilliwhack |
| ------------------------------------------------------------ | ------------------------------------------------------------ | ------------------------------------------------------------ | ------------------------------------------------------------ | ------------------------------------------------------------ |
| 10e                                                          | 1903–1907                                                    |                                                              | Charles William Munro                                        | Libéral                                                      |
| 11e                                                          | 1907–1909                                                    |                                                              | Charles William Munro                                        | Libéral                                                      |
| 12e                                                          | 1909–1912                                                    |                                                              | Samuel Arthur Cawley                                         | Conservateur                                                 |
| 13e                                                          | 1912–1916                                                    |                                                              | Samuel Arthur Cawley                                         | Conservateur                                                 |
| Circonscription abolie, voir Chilliwack                      |                                                              |                                                              |                                                              |                                                              |